# Щеколдинская
Щеколдинская — деревня в Устьянском районе Архангельской области.

## География
Находится в южной части Архангельской области на расстоянии приблизительно 77 км на восток-северо-восток по прямой от административного центра района поселка Октябрьский на правом берегу речки Мехреньга.

## История
В 1859 году здесь (деревня Вельского уезда Вологодской губернии) было учтено 27 дворов. До 2022 года входила в Дмитриевское сельское поселение до его упразднения.

## Население
Численность населения: 230 человек (1859 год), 202 (русские 97 %) в 2002 году, 168 в 2010.